# Rolf Kestener
Rolf Egon Kestener (ur. 8 sierpnia 1930 w São Paulo, zm. 5 października 1998 tamże) – były brazylijski pływak specjalizujący się głównie w stylu dowolnym, reprezentant Brazylii podczas Letnich Igrzysk Olimpijskich w Londynie w Wielkiej Brytanii w 1948 roku.

## Życiorys
Rolf Kestener urodził się 8 sierpnia 1930 roku w São Paulo w Brazylii. Jego syn, Cláudio Kestener był reprezentantem Brazylii podczas 22. Letnich Igrzysk Olimpijskich w Moskwie w ZSRR.
Swoją karierę sportową jako pływak rozpoczął w wieku 18 lat w 1948 roku podczas 14. Letnich Igrzysk Olimpijskich w Londynie w Wielkiej Brytanii, zajmując ósme miejsce w sztafecie 4 × 200 m stylem dowolnym z Aramem Boghossianem, Willym Otto Jordanem i Sérgio Rodriguesem. Oprócz ósmego miejsca wystartował również w dyscyplinie na 1500 metrów stylem dowolnym, ale nie dostał się do finałów.
Siedem lat później po występie na Letnich Igrzyskach Olimpijskich w Londynie, Kestener pojawił się na 2. Igrzyskach Panamerykańskich w Meksyku, zdobywając brązowy medal w turnieju piłki wodnej.
Kestener zmarł 5 października 1998 roku w wieku 68 lat w swojej rodzinnej miejscowości.